# Asutifi North District
| \| \| |
|       |

|  |

Der Asutifi North District ist ein Distrikt innerhalb der Ahafo Region im Westen Ghanas mit einer Gesamtfläche von 936,3 Quadratkilometern. Hauptort und größte Ortschaft ist Kenyasi. Die Einwohnerzahl betrug im Jahr 2019 etwa 64.700; bei der Volkszählung 2010 hatte der Asutifi North District etwa 52.300 Einwohner.

## Geschichte
Im Zuge des Dezentralisierungsprozesses unter Präsident Jerry Rawlings wurde im März 1989 der Asutifi District gebildet. Der Asutifi North District entstand im Juni 2012 gemeinsam mit dem Asutifi South District durch Teilung dieses Distrikts (Legislative Instrument 2093). Bis zum Februar 2019 gehörte das Gebiet zur aufgelösten Brong Ahafo Region.

## Geographie
Der Asutifi North District grenzt an die Distrikte Asunafo North Municipal, Asutifi South und Tano North Municipal der Ahafo Region, außerdem an die Distrikte Dormaa Central Municipal und Dormaa East der Bono Region.

## Ortschaften
Der Asutifi North District umfasst insgesamt 139 Siedlungen. Die zwanzig größten Ortschaften sind:
- Asempanaye
- Biaso
- Dokyikrom (Tutuka)
- Gambia No. 1
- Gambia No. 2
- Goamu Asamang
- Gyedu
- Josephkrom
- Kensere
- Kenyasi No. 1
- Kenyasi No. 2
- Kenyasi No. 3 (Atwedee)
- Kwarkukrom
- Nkrankrom
- Ntotroso
- Obengkrom
- Kuamakrom (Pobe)
- Temebabi No. 1 (Kwaku Fokuo)
- Wamahinso
- Yaw Owusukrom